# Turnaround
| Críticas profissionais | Críticas profissionais |
| Avaliações da crítica  | Avaliações da crítica  |
| Fonte                  | Avaliação              |
| ---------------------- | ---------------------- |
| Allmusic               | [ 1 ]                  |
| Nzgirl                 | [ 2 ]                  |
| MTV Asia               | [ 3 ]                  |
| RTE.ie                 | [ 4 ]                  |

Turnaround é o quarto álbum de estúdio do grupo irlandês Westlife, lançado em 24 de novembro de 2003. O álbum ficou em primeiro lugar no Reino Unido e ganhou certificado 2x Platina. Nas Filipinas, Turnaround foi 3x Platina.
O primeiro single foi a faixa otimista, "Hey Whatever". A música é essencialmente uma cover da banda de rock irlandesa Relish, "Rainbow Zephyr", mas com uma ligeira modificação conjunto de letras e uma canção título diferente. O próximo single foi um cover do hit de Barry Manilow, "Mandy". A versão da banda foi um sucesso imediato, ganhando lhes um número 12 no UK Singles Chart e um prêmio de "Melhor Gravação do Ano" na Irlanda. "Obvious", uma canção original, foi o terceiro e último single deste álbum. A canção "Turnaround" foi lançada na África do Sul e ficou na 4° posição. Turnaround vendeu 7 milhões de cópias em todo o mundo.[carece de fontes?]
O álbum contém mais duas regravações, "To Be With You" da banda Mr. Big e "Lost In You" do cantor Garth Brooks que está na versão britânica do álbum.
Turnaround foi o último álbum do ex-membro da banda Brian McFadden. O álbum foi o 23° mais vendido de 2003 no Reino Unido. Este foi relançado em uma versão box set em 25 de janeiro de 2005 junto com o álbum de estreia "Westlife" de 1999.

## Faixas
| Edição internacional |                            |                                                      |         |  |
| N.º                  | Título                     | Compositor(es)                                       | Duração |  |
| 1.                   | "Mandy"                    | Richard Kerr, Scott English                          | 3:37    |  |
| 2.                   | "Hey Whatever"             | Ken Papenfus, Carl Papenfus, Steve Mac, Wayne Hector | 3:32    |  |
| 3.                   | "Heal"                     | Nick Jarl, Savan Kotecha                             | 3:10    |  |
| 4.                   | "Obvious"                  | Pilot, Kotecha, Andreas Carlsson                     | 3:33    |  |
| 5.                   | "When a Woman Loves a Man" | Quiz, Kotecha                                        | 3:38    |  |
| 6.                   | "On My Shoulder"           | Steve Mac, Wayne Hector                              | 3:59    |  |
| 7.                   | "Turn Around"              | Steve Mac, Wayne Hector                              | 4:24    |  |
| 8.                   | "I Did It for You"         | Diane Warren                                         | 3:33    |  |
| 9.                   | "Thank You"                | Steve Mac, Wayne Hector, Simon Perry                 | 4:06    |  |
| 10.                  | "To Be With You"           | Eric Martin, David Grahame                           | 3:22    |  |
| 11.                  | "Home"                     | Steve Mac, Wayne Hector                              | 4:07    |  |
| 12.                  | "What Do They Know?"       | Steve Mac, Wayne Hector, Jimmy McCarthy              | 3:20    |  |
| Duração total:       | Duração total:             | Duração total:                                       | 47:39   |  |

| Faixa da edição britânica |               |                                              |         |  |
| N.º                       | Título        | Compositor(es)                               | Duração |  |
| 12.                       | "Lost In You" | Tony Sims, Wayne Kirkpatrick, Gordon Kennedy | 3:37    |  |

| Faixas da edição japonesa |                                             |                                                                   |         |  |
| N.º                       | Título                                      | Compositor(es)                                                    | Duração |  |
| 12.                       | "Lost In You"                               | Tony Sims, Wayne Kirkpatrick, Gordon Kennedy                      | 3:37    |  |
| 14.                       | "Never Knew I Was Losing You" (Faixa bônus) | Brian McFadden, Shane Filan, Nicky Byrne, Mark Feehily, Kian Egan | 3:45    |  |

Edição Bonus Disc
| Faixa | Título                        | Formato            |
| ----- | ----------------------------- | ------------------ |
| 1     | Mandy                         | Videoclipe Karaokê |
| 2     | If I Let You Go               | Videoclipe Karaokê |
| 3     | My Love                       | Videoclipe Karaokê |
| 4     | Flying Without Wings          | Videoclipe Karaokê |
| 5     | When You're Looking Like That | Videoclipe Karaokê |
| 6     | Swear It Again                | Videoclipe Karaokê |
| 7     | I Have a Dream                | Videoclipe Karaokê |
| 8     | Seasons in the Sun            | Videoclipe Karaokê |
| 9     | Hey Whatever                  | Videoclipe         |

## Histórico de lançamento
| País      | Data de lançamento     |
| --------- | ---------------------- |
| Europa    | 24 de novembro de 2003 |
| Taiwan    | 28 de novembro de 2003 |
| Austrália | 30 de novembro de 2003 |
| Brasil    | Dezembro de 2003       |

## Certificações
| País        | Certificação |
| ----------- | ------------ |
| Dinamarca   | Ouro         |
| Suécia      | Ouro         |
| Reino Unido | 2× Platina   |
| Filipinas   | 3x Platina   |

## Desempenho nas paradas
| País          | Posição mais alta |
| ------------- | ----------------- |
| Áustria       | 42                |
| Dinamarca     | 4                 |
| Irlanda       | 1                 |
| Holanda       | 33                |
| Nova Zelândia | 42                |
| Noruega       | 37                |
| Filipinas     | 1                 |
| Suécia        | 5                 |
| Suíça         | 24                |
| Reino Unido   | 1                 |

Parada de fim de ano
| Parada (2003)      | Posição mais alta |
| ------------------ | ----------------- |
| Irish Albums Chart | 12                |
| UK Albums Chart    | 23                |

| Precedido por Number Ones de Michael Jackson | Álbuns número um na UK Albums Chart 6 de dezembro de 2003 – 13 de dezembro de 2003 | Sucedido por Friday's Child de Will Young |